# Monetăria Statului
Monetăria Statului, este o companie de stat, din 1990 regie autonomă în subordinea Băncii Naționale, și este monetăria națională a României.

## Istoric
A fost înființată în 24 februarie 1870, la trei ani după întemeierea sistemului monetar național al „leu”-lui, într-un sediu de pe șoseaua Kiseleff, eveniment desfășurat în prezența domnitorului Carol I, a primului ministru Alexandru G. Golescu și a ministrului de finanțe Ion C. Brătianu. În anul 1870 Monetăria a funcționat doar câteva luni, timp în care a bătut piese de aur de 20 de lei și de argint de 1 leu, pe rondele importate din Franța. Din cauza protestului Imperiului Otoman, activitatea monetară a încetat după câteva luni, iar monedele din argint prevăzute în lege au fost executate în Belgia.. În 1879, imediat după câștigarea independenței, a fost reluată producția de monede, și a continuat cu deosebită intensitate până în 1885. În 1890 aici s-au bătut din nou monede de aur de 20 de lei. După 1890 monedele românești au fost bătute în străinătate. Acest sediu a fost demolat în anul 1912, pe locul rămas fiind construit actualul palat al Muzeului Țăranului Român.
Abia la 20 decembrie 1935, s-a inaugurat pe strada Fabrica de Chibrituri nr. 30 noul sediu al Monetăriei Naționale din Dealul Filaret, în care funcționează și în prezent.
Din 1956, Monetăria a fost subordonată Băncii Naționale a României, iar în 1990 a fost reorganizată ca regie autonomă.

## Activitate
Monetăria Statului produce în principal moneda de circulație din România - Leu, dar și monede comemorative, medalii, decorații, obiecte din aur și argint, precum și alte numeroase obiecte realizabile cu tehnologia specifică: jetoane, insigne, brelocuri, medalii sportive, sigilii, obiecte gravate, presate, acoperite galvanic sau emailate etc.
Capacitatea de producție este de un miliard de monede pe an.
În ultimii ani, o parte semnificativă a producției a fost destinată unor clienți străini. S-au exportat în special monede de circulație, comemorative, dar și medalii, jetoane sau brelocuri în Marea Britanie, Germania, Olanda, Israel, Suedia, Moldova și Hong Kong.
În cadrul Monetăriei Statului funcționează un atelier de cizelură, specializat în confecționarea obiectelor de cult, cum ar fi candele de argint, ferecături de icoană sau de Evanghelie, racle pentru sfinți și chivote pentru „Sfintele sfinților“. Într-o raclă mare, intră până la 30 de kilograme de argint cu puritatea maximă de 925/1.000.
În anul 2006, Regia Autonomă Monetăria Statului a obținut o cifră de afaceri de peste zece milioane de euro și un profit de 177.000 de euro.
În anul 2008 a avut un profit net de 0,8 milioane lei iar în 2010 un profit net de 3,1 milioane de lei
Număr de angajați în 2010: 280

## Aniversare
În luna martie 2011, Banca Națională a României a pus în circulație, în scop numismatic, 1.000 de monede din argint dedicate sărbătoririi a 140 de ani de la înființarea Monetăriei Statului.
Moneda are o valoare nominală de 10 lei, forma rotundă, cu margine zimțată, un diametru de 37 mm și o greutate de 31,103 grame. Pe avers este gravată o compoziție care sugerează procesul tehnologic de fabricare a monedelor, stema României, valoarea nominală a monedei - 10 LEI și inscripția în arc de cerc ROMANIA. Reversul prezintă imaginea primului sediu al Monetăriei Statului; dedesubt, aversul și reversurile primelor monede bătute aici; sus și jos, anii aniversari 1870 și 2010; la exterior, inscripțiile circulare MONETARIA STATULUI și 140 DE ANI DE LA INFIINTARE.